# Права ЛГБТ на Коморских Островах
ЛГБТ-персоны на Коморских Островах сталкиваются с правовыми проблемами, с которыми не сталкиваются лица, не принадлежащие к ЛГБТ. Члены ЛГБТ-сообщества регулярно подвергаются преследованиям со стороны государственных органов, а также сталкиваются с негативными стереотипами и предвзятым отношением со стороны общества в целом.

## Юридические аспекты

### Законодательство в отношении однополых связей
На Коморских островах существует законодательный запрет на однополые интимные отношения как с мужчинами, так и с женщинами. В соответствии с законом, лица, совершающие подобные действия, подвергаются уголовной ответственности, включая возможное лишение свободы сроком до пяти лет и наложение штрафа в размере от 50 000 до 1 000 000 франков.

### Признание однополых связей
В стране не признаются юридические права однополых пар.

### Защита от дискриминации
В данной стране отсутствует законодательная защита от дискриминации на основе сексуальной ориентации или гендерной идентичности.

## Жизнь в обществе
В Докладе о правах человека Государственного департамента США за 2010 год отмечается, что «лица, ведущие гомосексуальную жизнь, не обсуждают публично свою сексуальную ориентацию из-за давления со стороны общества. В стране нет ЛГБТ-организаций».

## Сводная таблица
| Легальность однополых отношений                                                                                   | Нет |
| Равный возраст согласия                                                                                           | Нет |
| Антидискриминационные законы в сфере занятости                                                                    | Нет |
| Антидискриминационные законы при предоставлении товаров и услуг                                                   | Нет |
| Антидискриминационные законы во всех других областях (в том числе косвенная дискриминация и разжигание ненависти) | Нет |
| Однополые браки                                                                                                   | Нет |
| Признание однополых пар                                                                                           | Нет |
| Усыновление детей однополыми парами                                                                               | Нет |
| Служба ЛГБТ-персон в армии                                                                                        | Нет |
| Юридическое право на смену пола                                                                                   | Нет |
| Доступ к ЭКО для лесбиянок                                                                                        | Нет |
| Коммерческое суррогатное материнство для пар геев                                                                 | Нет |
| МСМ разрешено сдавать кровь                                                                                       | Нет |